# ASC-Chenco Jeans/2005
Deze pagina geeft een overzicht van de wielerploeg ASC-Chenco Jeans in 2005. 

## Algemeen
Algemeen manager: António Da Silva Campos
Ploegleider: José Augusto Oliveira e Silva
Fietsmerk: Dynatek

## Renners
| #  | Naam                         | Geboortedatum | Leeftijd | Nationaliteit | Ploeg 2004                      |
| -- | ---------------------------- | ------------- | -------- | ------------- | ------------------------------- |
| 1  | Fidel Jeobani Chacón         | 10-02-1980    | 25       | Colombia      | 05 Orbitel                      |
| 2  | Pedro Miguel Fernandes Costa | 20-11-1977    | 27       | Portugal      | ASC - Vila do Conde             |
| 3  | José Manuel de Sousa         | 20-09-1980    | 24       | Portugal      | Beppi - Ovarense                |
| 4  | Pedro Fernández              | 25-03-1976    | 29       | Spanje        | Beppi - Ovarense                |
| 5  | Vicente Fernández            | 23-09-1983    | 21       | Spanje        | Imoholding - Loulé Jardim Hotel |
| 6  | Victoriano Fernández         | 07-07-1973    | 31       | Spanje        | ASC - Vila do Conde             |
| 7  | Carlos Lameira               | 01-12-1981    | 23       | Portugal      | Barbot - Gaia                   |
| 8  | José Miguel Martins          | 01-04-1984    | 21       | Portugal      | geen ploeg                      |
| 9  | Nelson Pereira               | 24-04-1982    | 23       | Portugal      | geen ploeg                      |
| 10 | Hermano Vieira               | 17-07-1980    | 24       | Portugal      | ASC - Vila do Conde             |

2005 · 2006 · 2007